# Палац Четвертинських (Антопіль)
Палац Четвертинських — архітектурна споруда в селі Антополі.
Антопіль (Антополь) — давня осада на Поділлі, належала до князів Четвертинських, а пізніше до Ярошинських.
Палац збудував наприкінці XVIII ст. Антоній Ян Святополк-Четвертинський. Палац мав спереду колони іонійського ордеру. До палацу вела стара липова алея. Були біля палацу і багаті галереї, оточені зеленню. В середині палацу були старовинні меблі оздоблені різьбленням. Родинні портрети були розміщені в столовій.